# NGC 3717
NGC 3717是一个位于长蛇座的螺旋星系，距离地球约8143万光年，1834年由約翰·赫歇爾发现。